# Реньонес, Томас
Пе́дро Тома́с Реньо́нес Кре́го (исп. Pedro Tomás Reñones Crego; род. 9 августа 1960, Сантьяго-де-Компостела) — испанский футболист, выступавший на позиции правого защитника. Большую часть своей карьеры провёл в составе «Атлетико Мадрид». Участник чемпионата мира 1986 года и чемпионата Европы 1988 года в составе национальной сборной Испании.

## Клубная карьера
Реньонес родился в Сантьяго-де-Компостеле, Галисия. Свою карьеру начал в клубе «Компостела» из родного города, где играл с юных лет, дебютировав в первой команде клуба в Сегунде B в возрасте 16 лет. Следующие два сезона играл в Терсере, добившись выхода в Сегунду B.
Летом 1981 года перешёл в «Атлетико Мадрид», первые три года в котором провёл в резервной команде в Сегунде. Он дебютировал за основную команду клуба в октябре 1983 года в матче кубка Испании против «Таранкона». В этом сезоне Реньонес сыграл за «Атлетико» ещё два матча кубка, а также восемь матчей кубка лиги, причём во всех из них выходил в стартовом составе, включая два финальных, проигранных «Вальядолиду». Он был переведён в первую команду в сезоне 1984/1985, в котором 49 раз выходил на поле в стартовом составе и был одним из столпов команды Луиса Арагонеса, выигравшей национальный кубок и суперкубок. С тех пор стал бесспорным игроком стартового состава и одним из рекордсменов клуба по числу проведённых матчей (483 официальных матча).
25 мая 1996 года в возрасте 35 лет Реньонес вышел на поле на 83-й минуте своего последнего матча в составе клуба, домашнего матча против «Альбасете». Хотя Томас провёл всего 12 матчей в сезоне, он в качестве капитана команды помог «Атлетико» сделать исторический золотой дубль (чемпионат и кубок Испании), после чего окончательно завершил свою карьеру в 1998 году, проведя два сезона в низших лигах в составе клубов «Атлетико Марбелья» и «Сан-Педро».

## Карьера в сборной
Реньонес дебютировал за сборную Испании 20 ноября 1985 года в товарищеском матче против Австрии (0:0), а через несколько месяцев вошёл в список приглашенных Мигелем Муньосом на чемпионат мира 1986 года в Мексике. Он был игроком стартового состава во всех матчах этого чемпионата мира до вылета в четвертьфинале против Бельгии по пенальти. В 1988 году был вызван на чемпионат Европы, где также выходил во всех трёх матчах, однако его сборная не сумела выйти из группы. Всего в течение четырёх лет, проведённых в составе национальной сборной, Реньонес выходил на поле в 19 матчах.

## После футбола
После завершения футбольной карьеры в 1999 году был избран депутатом городского совета муниципалитета Марбельи от Либеральной независимой группы, партии президента «Атлетико» Хесуса Хиля, взяв на себя ответственность за молодёжную и спортивную сферу. После судебных исков против правительства города за коррупцию и ареста Марисоля Ягуэ Реньонес занимал должность исполняющего обязанности мэра до тех пор, пока правление не перешло к городскому совету. Он был арестован испанской полицией по запросу соответствующего суда в рамках дела Малайя 27 июня 2006 года за участие в коррупции. Томас провёл три месяца в предварительном заключении, а в 2008 году вернулся в тюрьму для отбытия 9 месяцев лишения свободы за правонарушение, связанное с градостроительством.
В 2013 году был приговорён к четырем годам тюремного заключения и штрафу в размере 320 000 евро за получение взяток и ещё двум годам за мошенничество. Он попал в тюрьму Алаурин-де-ла-Торре в 2016 году.
Реньонес вышел из тюрьмы в 2018 году, став координатором основной команды «Атлетико Мадрид».

## Достижения
Атлетико Мадрид
- Чемпионат Испании: 1995/1996
- Кубок Испании (4): 1984/1985, 1990/1991, 1991/1992, 1995/1996
- Суперкубок Испании: 1985
- Финалист Кубка обладателей кубков УЕФА: 1985/1986